# Cemitério Nacional de Seul
26º Santuário do Cemitério Nacional de Seul
O Cemitério Nacional de Seul (hangul: 국립서울현충원; MR: Kungnip Sŏul Hyŏnch'ungwŏn) está localizado em Dongjak-dong, Dongjak-gu, Seul, Coreia do Sul. Quando estabelecido por decreto presidencial de Syngman Rhee em 1956, era o único cemitério nacional do país. Como o cemitério atingiu sua capacidade no início da década de 1970, o Cemitério Nacional de Daejeon foi estabelecido em 1976. Ambos cemitérios são supervisionados pelo Ministério de Assuntos dos Patriotas e Veteranos.
O cemitério é reservado para veteranos coreanos, incluindo aqueles que morreram no movimento de indepedência da Coreia, na Guerra da Coreia e Guerra do Vietnã.
Em agosto de 2005, uma controvérsia foi acirrada pela visita de uma delegação norte-coreana ao cemitério. A delegação foi liderada por Kim Ki-nam, e contou com 182 oficiais. A visita não só provocou indignação entre aqueles que se opõem às relações com o Norte, mas também levantou temores de que uma delegação futura do Sul poderia ser esperada a retribuir seus respeitos a Kim Il-sung em Pyongyang.
O último presidente Kim Dae-Jung foi enterrado lá em 23 de agosto de 2009.
O cemitério fica próximo à estação Dongjak na linha 4 do Metrô de Seul ou linha 9 do Metrô de Seul. Com exceção de alguns dias especiais, normalmente, o Cemitério Nacional de Seul permite o acesso do público.

## Sepultamentos notáveis

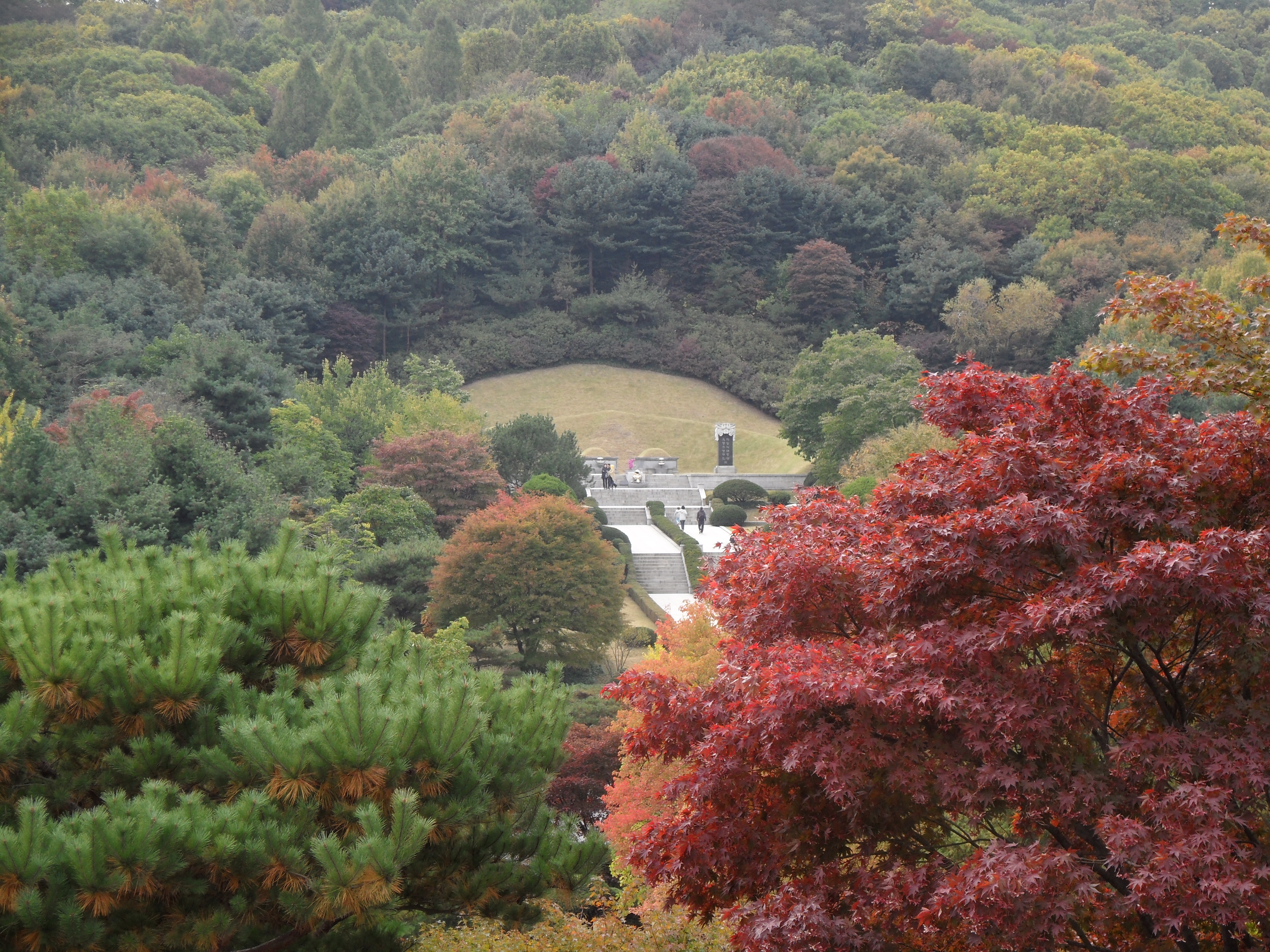
Tumba do Presidente Park Chung Hee e sua esposa.

- Syngman Rhee – Presidente da Coreia – sepultado em 1965
- Park Chung-hee – Presidente da Coreia – sepultado em 1979
  - Yuk Young-soo – esposa do Presidente Park – sepultado em 1974
- Kim Dae-jung – Presidente da Coreia – sepultado em 2009
- Park Tae-joon – Fundador da POSCO – sepultado em 2011
- Chae Myung-shin – General do Corpo de Fuzileiros Navais – sepultado em 2013